# New Attitude
New Attitude ist ein Lied von Patti LaBelle aus dem Jahr 1984, das von Sharon Robinson, Jon Gilutin und Bunny Hull geschrieben wurde. Zudem ist es auch auf dem Soundtrack zum Film Beverly Hills Cop – Ich lös’ den Fall auf jeden Fall.

## Geschichte
New Attitude wurde von Peter Burnetta, Rick Chudacoff und Howie Rice produziert und im Dezember 1984 auf dem Soundtrackalbum wie auch als Single veröffentlicht. Es wurde ein Top-20-Hit in den Vereinigten Staaten und schaffte dort Platz eins in den US-Dance-Charts. In Neuseeland erreichte es Platz 30.
In der Episode Marge und das Brezelbacken aus Die Simpsons konnte man den Song hören.

## Musikvideo
In der Handlung des Musikvideos bietet Patti LaBelle den Song mit einigen Backgroundtänzern in einem Modehaus dar.